# Christina Björk
Christina Björk född 27 juli 1938 i Storkyrkoförsamlingen i Stockholm, är en svensk författare.
Efter studentexamen genomgick hon utbildning vid Grafiska Institutet i Stockholm. Hon har arbetat som grafisk formgivare, som redigerare och som redaktör för Barnens Nyheter i Dagens Nyheter 1975–1980. Hon var medlem av Svenska barnboksakademien 1989–1999.
Björk fick sitt stora genombrott med boken Linnea i målarens trädgård, som översattes till 22 olika språk och även filmatiserades. Målarens trädgård är Claude Monets. Boken finns även med på listan De 50 bästa barnböckerna.

## Filmografi
Manus
- 1989 – Nallar och människor
- 1992 – Linnéa i målarens trädgård
- 1999 – Nallars väntan

Regi
- 1989 – Nallar och människor
- 1992 – Linnéa i målarens trädgård
- 1992 – Linnea i målarens trädgård Matinépaket
- 1999 – Nallars väntan
- 1999 – Örnar, björnar och en hund

## Priser och utmärkelser
- 1984 – Deutscher Jugendliteraturpreis
- 1988 – Astrid Lindgren-priset
- 1988 – Deutscher Jugendliteraturpreis
- 1990 – Wettergrens barnbokollon
- 2007 – Emilpriset